# オオキバドロバチ
オオキバドロバチ（Synagris cornuta）は、熱帯アフリカに棲む、単独性の狩りバチの一種。顕著な性的二型があり、大型のオスは大アゴが分岐して牙のように発達することで、この和名がつけられた。メスは泥で幼虫のための巣を作り、他のドロバチとは違って幼虫には餌として噛み潰したガの幼虫を随時給餌するという特異な習性を持ち、狩りバチにおける社会性の進化の観点から注目されている。

## 概説
頭部と胸部は褐色、頭部頭頂部と複眼、中胸背板、腹部は黒色で、触角や大あごは黄褐色。亜種によっては腹部に黄白色の斑紋をもつ。オスの牙にも二型があり、大型のオスの牙は、大あごの根元近くから枝分かれして前方に向かって伸び、牙を入れた全長は最大4cmになる。小型のオスの牙は瘤状のでっぱり程度でしかなく、武器にならない。大型オスは羽化間近のメスがいると思われる巣に陣取りメスが羽化し巣から出てくるのを待つ。その間、他のオスが来ると、相手を牙で挟んで投げ飛ばそうとする。投げ飛ばされたオスはすぐまた舞い戻ってきて、再び戦いを挑むこともあれば、別の巣を探しに飛び去ることもある。
大多数のドロバチは、産卵後には幼虫が生長するのに必要な量の獲物（麻酔したイモムシ）を蓄えるとすぐ入口を閉じてしまう（一括給餌）が、一部のドロバチでは封をする前に卵が孵化して、メスが幼虫と対面して獲物を与える随時給餌をおこなう（亜社会性）。オオキバドロバチもそうした亜社会性の生態を持つ種であるが、他の亜社会性ドロバチとは違って、幼虫には獲物（ガの幼虫）をそのままではなく、アシナガバチやスズメバチのように噛潰して肉団子にして給餌することが知られており、より進んだ段階にあると考えられている。メスは柱についたシロアリの乾いた古い蟻道などの土を水で湿らせた泥を使って、人家の梁や木の葉の裏などに、短い筒状の出入り口のついた壺状の巣を作る。巣の完成前のまだ筒状の出入り口部分が作られる前に産卵が行われる（巣の完成前に産卵することは、社会性のアシナガバチ亜科やスズメバチ亜科では普通のことだが、ドロバチ亜科では例がない）。卵は短い糸で吊り下げられ、孵化するまで4日程度かかるが、この間メスは巣の中や上で過ごし、卵が孵化して幼虫になると獲物の狩りを始める。幼虫の成長につれて狩りに費やす時間が多くなり、幼虫が完全に成長すると巣の筒状部分を取り壊してその泥で封をする。産卵から封をするまで2－3週間かかる。天敵として大型のヒメバチが知られる。
西アフリカから東アフリカ、南アフリカにかけての熱帯地方に下記の亜種が知られている。
- S. c. cornuta 　頭部と胸部は赤褐色で、複眼と頭頂部から複眼の後ろの上部は黒、中胸背板も黒。腹部は全体が黒または基部のみ赤褐色。分布：アンゴラ、カメルーン、中央アフリカ共和国、コンゴ民主共和国、赤道ギニア、ガボン共和国、ガーナ、コートジボワール、ナイジェリア、コンゴ共和国、ギニア共和国、南アフリカ、タンザニア
- S. c. basalis 　頭部、胸部、肢の大部分は赤褐色で頭頂部と中胸背板は黒色。腹部は黒色で第二節に幅広い帯状の黄白斑がある。分布：コンゴ民主共和国、ケニア、ウガンダ
- S. c. didieri 　頭部、胸部、肢の大部分は赤褐色で頭頂部と中胸背板は黒色。腹部は黒色で第二節に一対の黄白色斑紋がある。分布：コンゴ民主共和国、
- S. c. ituriensis 　頭部と胸部は赤褐色で、頭部は頭頂部のみ黒く中胸背板にも幅広い黒色斑。腹部は全体が黒または基部のみ赤褐色。分布：コンゴ民主共和国、ナイジェリア
- S. c. maculatoides（S.c.maculataは新参ホモニム）　胸部の全てと、肢、頭部のかなりの部分は黒色。腹部第二節背板の側面に、２つの黄白色の斑紋　分布：コンゴ民主共和国
- S. c. rufithorax　腹部は完全に黒、あるいは第一節の基部のみ赤褐色。頭部、胸部、肢と腹部第一節の基部は完全にまたはほぼ完全に赤さび色　分布：中央アフリカ共和国、コンゴ民主共和国
- S. c. similoides （S.c.similisは新参ホモニム）　ほぼ全身黒色で、触角と頭楯、大アゴと角、肢が多少なりとも赤褐色。腹部は完全に黒か第一節の基部のみ赤褐色。分布：ブルンジ、コンゴ民主共和国